# Demre
Demre (fino al 2005 nota come Kale) è un comune turco di 26 180 abitanti, capoluogo dell'omonimo distretto nella provincia di Adalia.
La città sorge sulle rovine dell'antica Myra, importante centro culturale della Licia ellenica e poi romana, che fu sede episcopale, durante i secoli del cristianesimo, dell'arcidiocesi di Mira.

## Geografia fisica

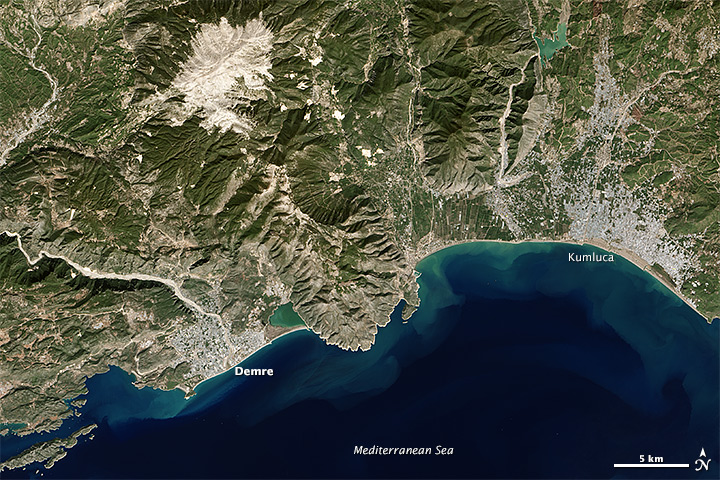
Immagine satellitare della costa meridionale turca, in particolare il golfo di Antalya, NASA

### Territorio
La città di Demre è situata sulla costa della penisola di Teke, nella parte occidentale del golfo di Antalya, cinta a nord dai monti del Tauro. Le montagne sono ricoperte dalla macchia mediterranea, tipica degli ecosistemi come quelli della Turchia meridionale. Nella città scorre e fluisce verso il mare il fiume Demre Çayı, che dà il nome al centro abitato.

### Clima
Il clima di Demre è tipicamente mediterraneo, caratterizzato da lunghi periodi di siccità estiva e inverni piovosi con temperature miti. La temperatura media annuale è di 18,5 °C; quella di gennaio è di 11,1 °C, mentre la media di luglio sale a 26,6 °C. L'accumulo totale delle precipitazioni ammonta a 920 mm annui.
| Dati meteo          | Mesi | Mesi | Mesi | Mesi | Mesi | Mesi | Mesi | Mesi | Mesi | Mesi | Mesi | Mesi | Stagioni | Stagioni | Stagioni | Stagioni | Anno |
| Dati meteo          | Gen  | Feb  | Mar  | Apr  | Mag  | Giu  | Lug  | Ago  | Set  | Ott  | Nov  | Dic  | Inv      | Pri      | Est      | Aut      | Anno |
| ------------------- | ---- | ---- | ---- | ---- | ---- | ---- | ---- | ---- | ---- | ---- | ---- | ---- | -------- | -------- | -------- | -------- | ---- |
| T. max. media (°C)  | 15,6 | 16,0 | 18,2 | 21,4 | 25,2 | 30,0 | 33,0 | 33,3 | 30,8 | 26,2 | 21,2 | 17,2 | 16,3     | 21,6     | 32,1     | 26,1     | 24,0 |
| T. media (°C)       | 11,1 | 11,3 | 13,0 | 15,9 | 19,5 | 23,9 | 26,6 | 26,8 | 24,3 | 20,3 | 16,0 | 12,7 | 11,7     | 16,1     | 25,8     | 20,2     | 18,5 |
| T. min. media (°C)  | 6,6  | 6,6  | 7,9  | 10,5 | 13,9 | 17,8 | 20,3 | 20,3 | 17,8 | 14,4 | 10,8 | 8,3  | 7,2      | 10,8     | 19,5     | 14,3     | 12,9 |
| Precipitazioni (mm) | 226  | 147  | 90   | 39   | 17   | 8    | 5    | 2    | 10   | 58   | 108  | 210  | 583      | 146      | 15       | 176      | 920  |

## Storia

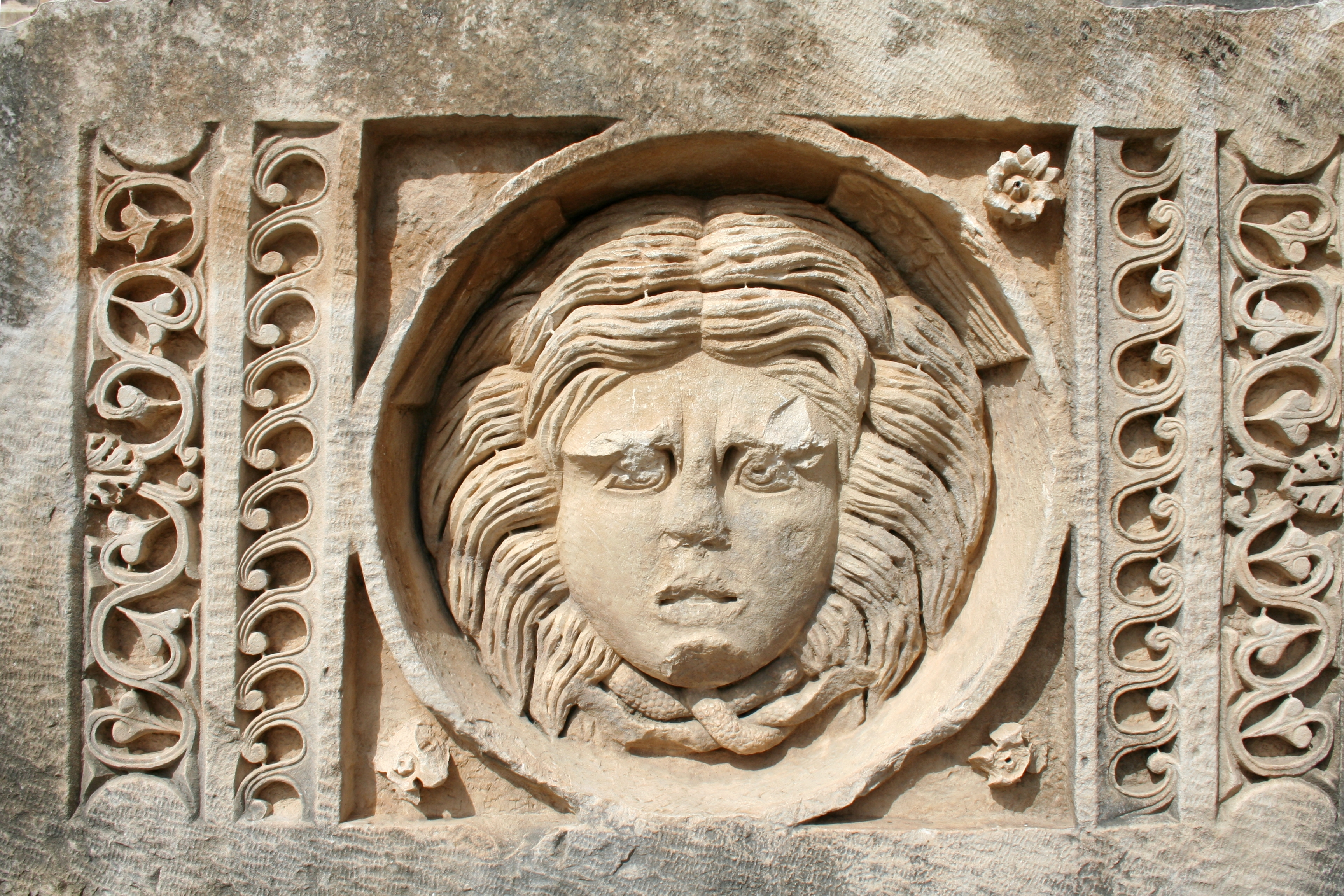
Medusa, nell'acropoli di Myra

Anticamente, la città di Demre veniva chiamata Myra (in greco antico: Μύρα?, Myra). Le prime evidenze archeologiche risalgono al VI secolo a.C., quando, insieme con Xanthos e Patara, costituì una lega di città stato indipendenti.
Nel II secolo a.C., con la conquista romana della Grecia, Myra visse il suo periodo di maggior splendore: era infatti un prospero centro economico, ed è ricordata come uno degli scali nel viaggio che san Paolo intraprese verso Roma nel 60 d.C. Nel anno 141 fu quasi completamente distrutta da un terremoto e, in seguito, venne in gran parte ricostruita. Nel IV secolo, fu eretta sede metropolitana dell'arcidiocesi di Mira; uno dei primi vescovi fu san Nicola di Bari, all'origine del mito di Babbo Natale.
Sotto l'Impero bizantino, l'importanza di Myra crebbe progressivamente e l'imperatore Teodosio II, all'inizio del V secolo, la innalzò a capitale del thema di Kibyrrhaioton. Nel VII secolo, però, la città venne più volte depredata dagli arabi e nell'809 fu conquistata dagli Abbasidi, condotti dal califfo Hārūn al-Rashīd. Da allora, la città cominciò un lento e inesorabile declino: ritornata all'Impero bizantino, cadde definitivamente nelle mani dei Selgiuchidi sotto il regno di Alessio I Comneno.

## Monumenti e luoghi d'interesse

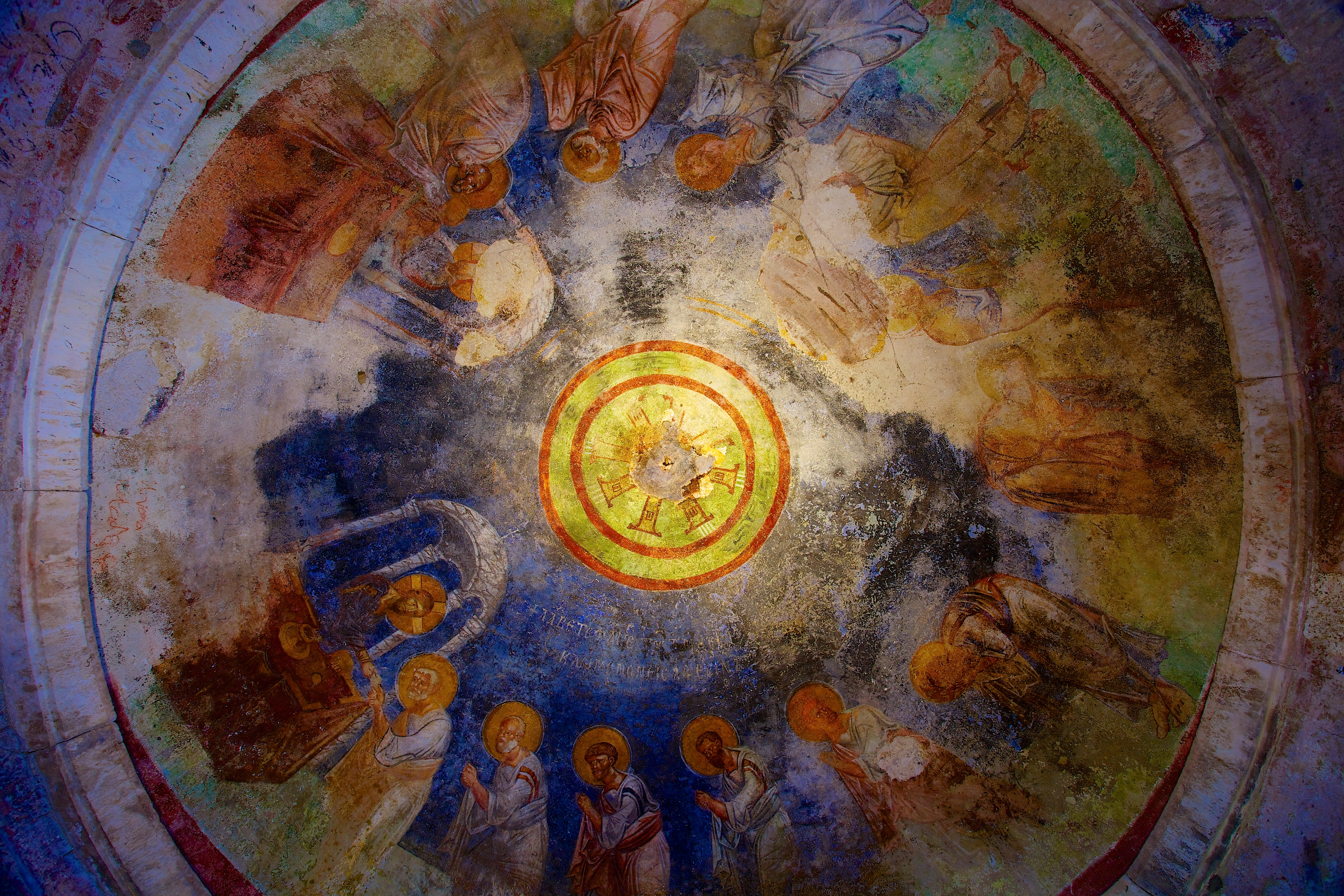
Affresco nella chiesa di San Nicola

### Architetture religiose
Chiesa di San Nicola
Costruita fra il V e il XII secolo, è particolarmente nota per essere stata il luogo di sepoltura di san Nicola, che fu vescovo ortodosso dell'antica città di Myra nel IV secolo. Nel 1087, una spedizione navale partita da Bari trafugò le reliquie del santo, che vennero traslate nella basilica ivi eretta in suo onore.

### Siti archeologici
Nelle vicinanze di Demre sono situati i resti dell'oracolo di Apollo Surio, famoso nell'antichità.

## Società

### Evoluzione demografica
Abitanti censiti:

## Amministrazione

### Gemellaggi
Demre è gemellata con:
- Elzach, dal 1997.[6]